# Oliver Hart (økonom)
 For alternative betydninger, se Oliver Hart. (Se også artikler, som begynder med Oliver Hart)
Oliver Simon D'Arcy Hart (født 1948) er en britisk-født økonom, amerikansk statsborger og professor ved Harvard University. Han har særlig arbejdet med spørgsmål knyttet til erhvervsøkonomi, retsøkonomi, spilteori, kontraktteori og organisationsteori. Han modtog i 2016 sammen med Bengt Holmström Sveriges Riksbanks pris i økonomisk videnskap til minde om Alfred Nobel for sine bidrag til kontraktteori.

## Karriere
Han blev i 1969 B.A. i matematik ved University of Cambridge, 1972 M.A. i økonomi ved University of Warwick og 1974 Ph.D. i økonomi ved Princeton University. Derefter var han ansat ved Churchill College i Cambridge og som professor ved London School of Economics, inden han i 1984 vendte tilbage til USA. Her var han først ansat ved Massachusetts Institute of Technology (MIT) og fra 1993 ved Harvard University.

## Forskning
Hart er ikke mindst kendt for sin forskning om ufuldstændige kontrakter - en gren af kontraktteorien, der omhandler tilfælde, hvor det er umuligt at forudsige samtlige fremtidige hændelser, der kan påvirke forholdet mellem forskellige kontraktparter. I det tilfælde bør kontrakter i stedet stipulere, hvilke parter der har retten til at afgøre, hvad der skal træffes af beslutninger i den fremtidige situation.

## Æresdoktor i København
Hart blev i 2009 udnævnt til æresdoktor ved Copenhagen Business School.